# Englera; Veröffentlichungen aus dem botanischen Garten und botanischen Museum
Englera; Veröffentlichungen aus dem botanischen Garten und botanischen Museum (abreviado Englera) es una revista con descripciones botánicas que es editada en Berlín desde el año 1979 hasta ahora. Fue precedida por Willdenowia Beihefte.